# 罗格斯大学布希校区
罗格斯大学布希校区（英語：Busch Campus of Rutgers University）是羅格斯大學新布朗斯維克分校的五个分校区之一，坐落于美国新泽西州皮斯卡特维。布希校区拥有物理学、药学、工程学、心理学、数学、统计学、化学、地质学和生物学等自然科学院系，以及罗格斯医学院。
布希校区原本是一个乡村俱乐部，有一座高尔夫球场。1930年，新泽西州将这片土地捐赠给学校，并修建了体育场。校区起初命名为大学高地校区（University Heights Campus）。1971年，埃奇沃特百万富翁查尔斯·布希（将1000万美元遗产捐赠给罗格斯大学，用作生物学研究资金，大学高地校区因此改名为布希校区。